# 黄金スペースシャトル
黄金スペースシャトル（おうごんスペースシャトル）とは、コロンビアのシヌー地方の古代遺跡から発掘された、飛行機や宇宙往還機を思わせる黄金細工のこと。黄金シャトルや黄金ジェットとも呼ばれ、オーパーツの一種として紹介されることが多い。シヌー文化（紀元500年 - 800年）時代のものという説と、更に古いプレ・インカ文明のものという説がある。

## 解説
現在、コロンビアの首都ボゴタにある、国立銀行付属黄金博物館に展示されている。大きさは幅5センチメートル、高さ1センチメートルほどの、手に乗る大きさで、ペンダントなどの装飾品の類であったと思われる。

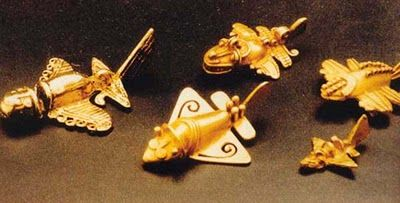
キンバヤ族の"Jets"

これを鑑定した動物学者のアイヴァン・T・サンダーソン博士は、他のどの生物とも似ておらず、三角翼と垂直尾翼がありジェット機やスペースシャトルにも見えるといったことから、「ベル・ヘリコプター」の設計者として知られるアーサー・ヤングに検証を依頼した。彼の検証結果は、航空力学の理にかなった形状をしているというものだった。
同種の黄金細工はいくつもあるが、その中で紹介されるのは大抵この1つだけである。これ以外にも、垂直尾翼のないもの、翼の大きく湾曲しているもの、目のあるもの、ヒレや羽などの模様のついているものなどがあり、一般には魚や鳥などを模したものという説明がなされているが、直線的な翼をもつものについては動物学者からは否定されている。当然、魚や鳥がモデルであれば流体力学的に「理にかなった」形状をしていても不思議ではない。中でもモデルとして有力視されている生物に、同じ南米に生息するナマズの一種であるプレコが挙げられる。この付近に生息するプレコは華やかな色彩のものが多いため、黄金細工のモチーフとして選ばれたと考えられている。
また、発掘地のコロンビアと、ナスカの地上絵のあるペルーが場所的に近いことや、黄金スペースシャトルとナスカの地上絵の造られた年代が一致することから、なんらかの関わりがあるのではないかとも言われているが、定かではない。
なお、これらの黄金細工をもとにして、翼幅80センチメートルから100センチメートルの、いわば模型飛行機を製作して飛行させた例がある。しかし、2乗3乗則により、飛行機はスケールダウンすればするほど容易に飛ぶ。したがって、模型が飛行したからといって直ちにこれらが飛行機をもとにしている、という証左とはなりえない。